# Kloster Clairmarais (Reims)
Das Kloster Clairmarais war von 1222 bis 1791 zuerst eine Abtei der Zisterzienserinnen, ab 1462 ein Priorat der Zisterzienser in Reims, Département Marne in Frankreich. 

## Geschichte
Ein reicher Goldschmied stiftete 1222 vor den damaligen Toren von Reims das Zisterzienserinnenkloster Notre-Dame de Clairmarais (lateinisch: Clarus mariscus „erleuchteter Sumpf“), das 1244 von der Zisterzienserinnenabtei Les Rosiers besiedelt wurde. 1363 oder 1396 wechselten die Schwestern in das Stadtinnere, wurden aber dort 1462 durch Mönche ersetzt, deren Priorat 1473 dem Kloster Clairvaux unterstellt wurde und bis zur Auflösung durch die Französische Revolution bestand. In Reims erinnert das Stadtviertel Clairmarais an das einstige Kloster.